# Jean-Paul Gschwind

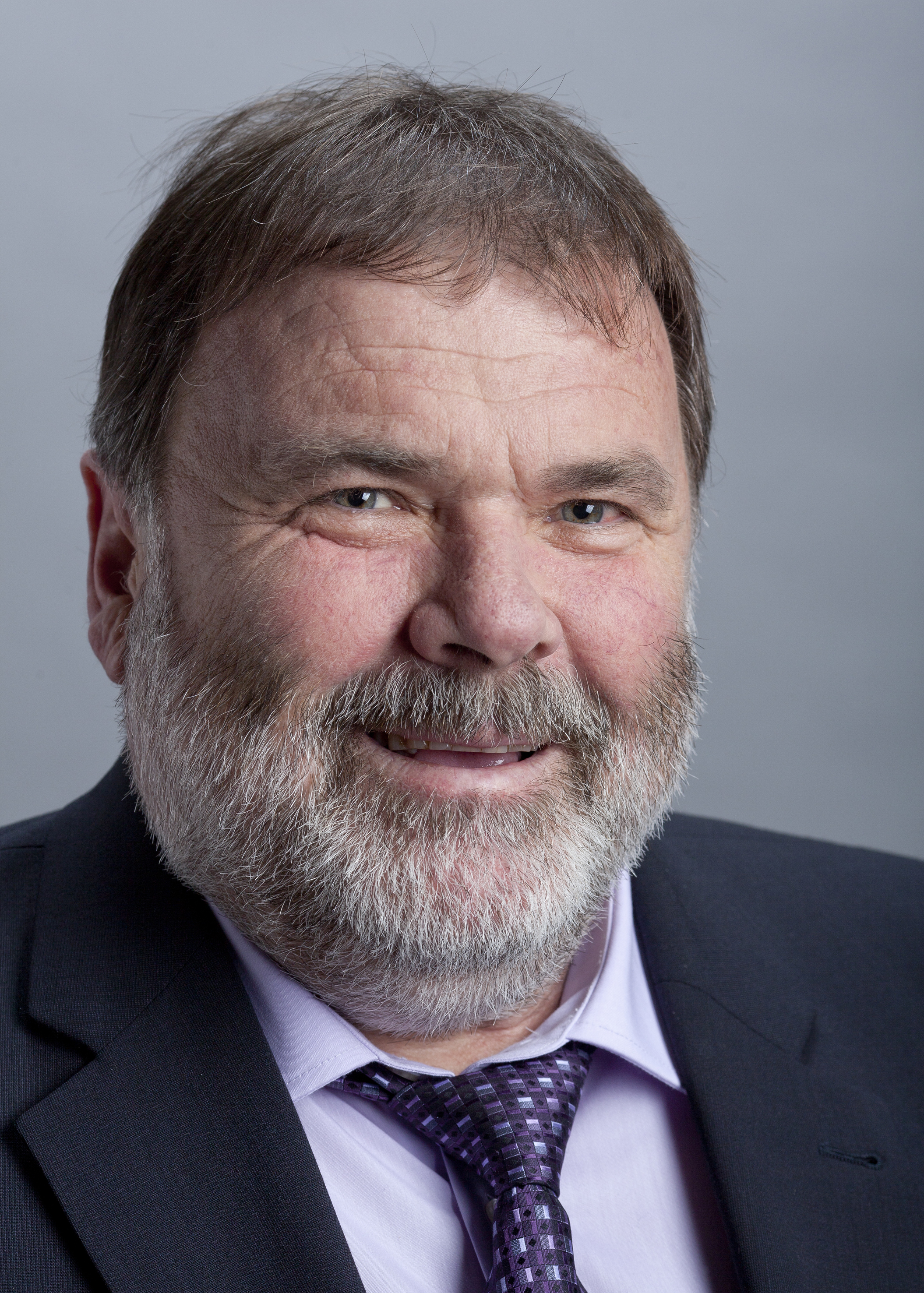
Jean-Paul Gschwind

Jean-Paul Gschwind (* 31. Oktober 1952 in Pruntrut; heimatberechtigt in Damphreux) ist ein Schweizer Politiker (Die Mitte, vormals CVP).

## Leben
Von Januar 2007 bis November 2011 sass Gschwind im Parlament des Kantons Jura. Ferner war er von Januar 1993 bis Dezember 2004 Gemeindepräsident von Courchavon.
Seit dem 5. Dezember 2011 ist er im Nationalrat und hat dort Einsitz in der Finanzkommission und in der Finanzdelegation.
Der Veterinärmediziner ist verheiratet und hat fünf Kinder. In der Schweizer Armee war er Soldat.